# Nouveau Parti populaire de Corée
 (novembre 2021).
Si vous disposez d'ouvrages ou d'articles de référence ou si vous connaissez des sites web de qualité traitant du thème abordé ici, merci de compléter l'article en donnant les références utiles à sa vérifiabilité et en les liant à la section « Notes et références ».
Le Nouveau Parti populaire de Corée (Coréen : 조선신민당) était un parti communiste en Corée.

## Histoire
Il fut formé le 16 février 1946 par des communistes coréens exilés en Chine, connus plus tard sous le nom de groupe de Yenan. Le Nouveau Parti populaire avait des positions plus modérées sur certaines questions par rapport au Parti communiste de Corée, il était donc plus populaire auprès d’un plus grand nombre de Coréens. Le chef du parti était Kim Du-bong.
Le 22 juillet 1946, la section nord du Parti communiste de Corée s'est jointe au Nouveau Parti populaire, au Parti social-démocrate de Corée et au Parti Chondogyo-Chong-u (partisans d'une secte religieuse influente) pour former le Front démocratique pour la réunification de la patrie qui a mis tous les partis nord-coréens sous le « rôle dirigeant » des communistes.
Puis, le 29 juillet 1946, les membres du Nord (de la péninsule) du Nouveau Parti populaire et du North Korea Bureau of the Communist Party of Korea (ko) ont tenu un réunion des comités centraux des deux partis et ont accepté de se rassembler en une seule entité. Une conférence de fondation a eu lieu du 28 au 30 août, où le parti uni a adopté le nom de Parti du travail de Corée du Nord. Le nouveau parti comptait plus de 170 000 membres dont 134 000 venaient du Parti communiste et 35 000 du Nouveau Parti populaire.
Similairement au sud, le 23 novembre 1946, les membres du Sud (de la péninsule) du Nouveau Parti populaire, de la partie méridionale restante du Parti communiste et une fraction du Parti populaire de Corée se sont rassemblés pour former le Parti du travail de Corée du Sud dirigé par Pak Hon-yong. 
Le 30 juin 1949, le Parti du travail de Corée du Nord et le Parti du travail de Corée du Sud se rassemblent pour former le Parti du travail de Corée, l'actuel parti dirigeant en Corée du Nord.